# Burton C. Bell
Burton Christopher Bell (* 19. února 1969 Houston) je americký hudebník a zpěvák, spoluzakladatel a frontman industrialmetalové skupiny Fear Factory. Jeho styl zpěvu mísí čisté vokály a deathmetalový growl.

## Kariéra

### Fear Factory
Před Fear Factory byl Bell v kapele Hate Face. V roce 1989 poté, co se Hate Face rozpustil, ho jeho spolubydlící Dino Cazares pozval, aby se setkal s bubeníkem (Raymondem Herrerou), se kterým by možná spolupracoval. 31. října 1990 se Bell, Cazares, Herrera a Romero poprvé představili ve studiu. Skupina nahrála čtyři studiová alba, než se Fear Factory v roce 2002 dočasně rozpadli. Skupina se v roce 2004 reformovala s příchodem Christiana Olde Wolberse, který vyměnil baskytaru za kytaru, zatímco nováček Byron Stroud převzal baskytaru. Tato sestava nahrála dvě alba. Během následujícího období nečinnosti v kapele Cazares a Bell vyřešili obtíže a v roce 2009 se rozhodli Fear Factory obnovit.
Bell je jediným členem, který se objevil na každé desce/nahrávce Fear Factory.
V roce 2012 získali Bell a Cazares cenu Revolver Golden Gods Icon Award.

### Ascension of the Watchers
Během přestávky Fear Factory v roce 2002 Bell pokračoval ve formaci Ascension of the Watchers s Johnem Bechdelem v Bechdelově ateliéru v Mifflinburgu v Pensylvánii. Ascension of the Watchers vydali v roce 2005 EP, které se prodávalo pouze online s názvem Iconoclast. 19. února 2008 vydali Ascension of the Watchers své první celé album Numinosum.

### GZR
Bell nazpíval album skupiny Geezera Butlera GZR Plastic Planet vydaného v roce 1995. Kvůli závazkům s Fear Factory již nebyl Bell zpěvákem druhého alba skupiny - Black Science.

## Diskografie
| Skupina                   | Datum | Název                 |
| ------------------------- | ----- | --------------------- |
| Fear Factory              | 1992  | Soul of a New Machine |
| Fear Factory              | 1995  | Demanufacture         |
| Clay People               | 1995  | The Iron Icon         |
| GZR                       | 1995  | Plastic Planet        |
| Fear Factory              | 1998  | Obsolete              |
| Spineshank – host         | 1998  | Strictly Diesel       |
| Kilgore – host            | 1998  | A Search for Reason   |
| Soulfly – host            | 1998  | Soulfly               |
| Static-X – host           | 2000  | The Crow: Salvation   |
| Apartment 26 - host       | 2000  | Hallucinating         |
| Fear Factory              | 2001  | Digimortal            |
| Fear Factory              | 2004  | Archetype             |
| Fear Factory              | 2005  | Transgression         |
| Ascension of the Watchers | 2005  | Iconoclast (EP)       |
| Soil – host               | 2006  | True Self             |
| Ministry – host           | 2007  | The Last Sucker       |
| Ministry – host           | 2007  | Cover Up              |
| Ascension of the Watchers | 2008  | Numinosum             |
| M.A.N – host              | 2008  | Peacenemy             |
| City of Fire              | 2010  | City of Fire          |
| Fear Factory              | 2010  | Mechanize             |
| Delain – host             | 2012  | We Are The Others     |
| Fear Factory              | 2012  | The Industrialist     |
| City of Fire              | 2013  | Trial Through Fire    |
| Fear Factory              | 2015  | Genexus               |
| Ministry – host           | 2018  | AmeriKKKant           |
| Conflict – host           | 2019  | Decision Code         |